# Euprosthenops ellioti
Euprosthenops ellioti är en spindelart som först beskrevs av O. Pickard-Cambridge 1877.  Euprosthenops ellioti ingår i släktet Euprosthenops och familjen vårdnätsspindlar. Inga underarter finns listade i Catalogue of Life.